# Fülei-Szántó Endre (jogász)

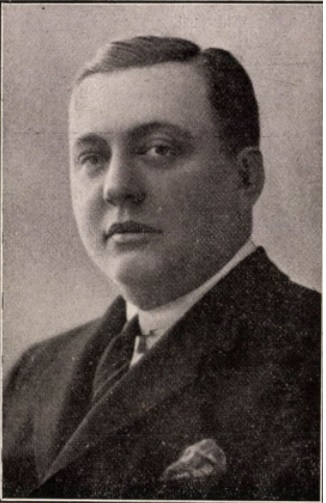
Portréja a Magyar színművészeti lexikonban (1929)

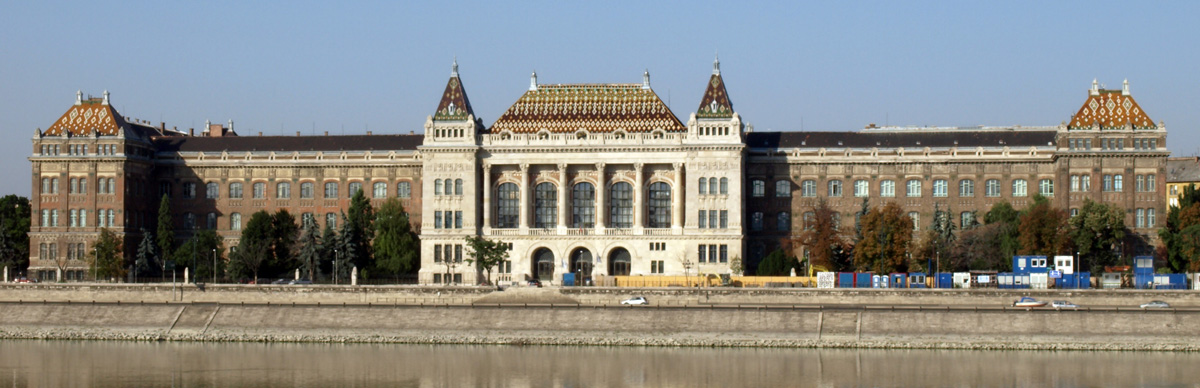
1939-1947 között a József Nádor Műszaki és Gazdaságtudományi Egyetemen tanított

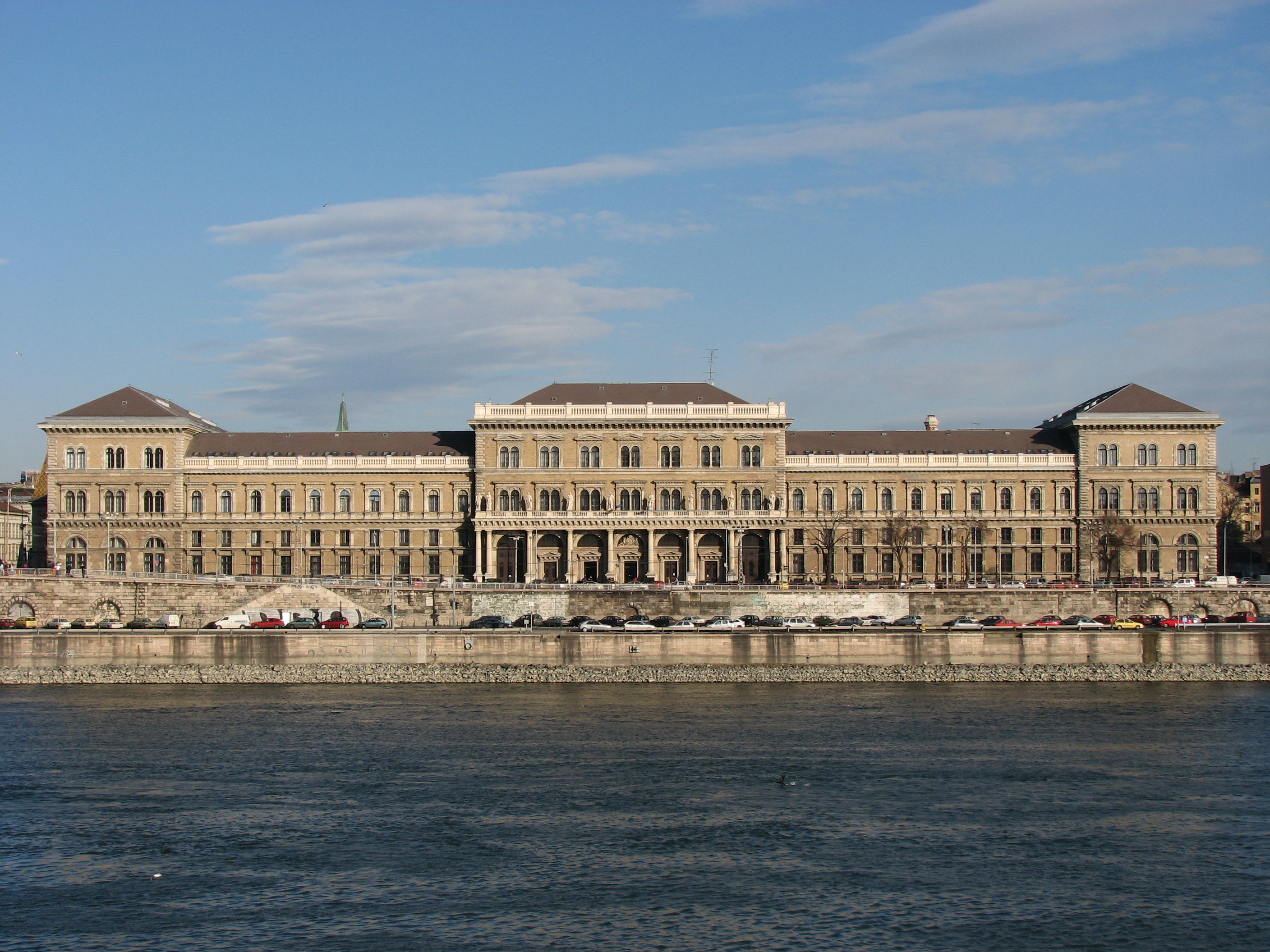
1948-1950 között a Marx Károly Közgazdaságtudományi Egyetemen tanított

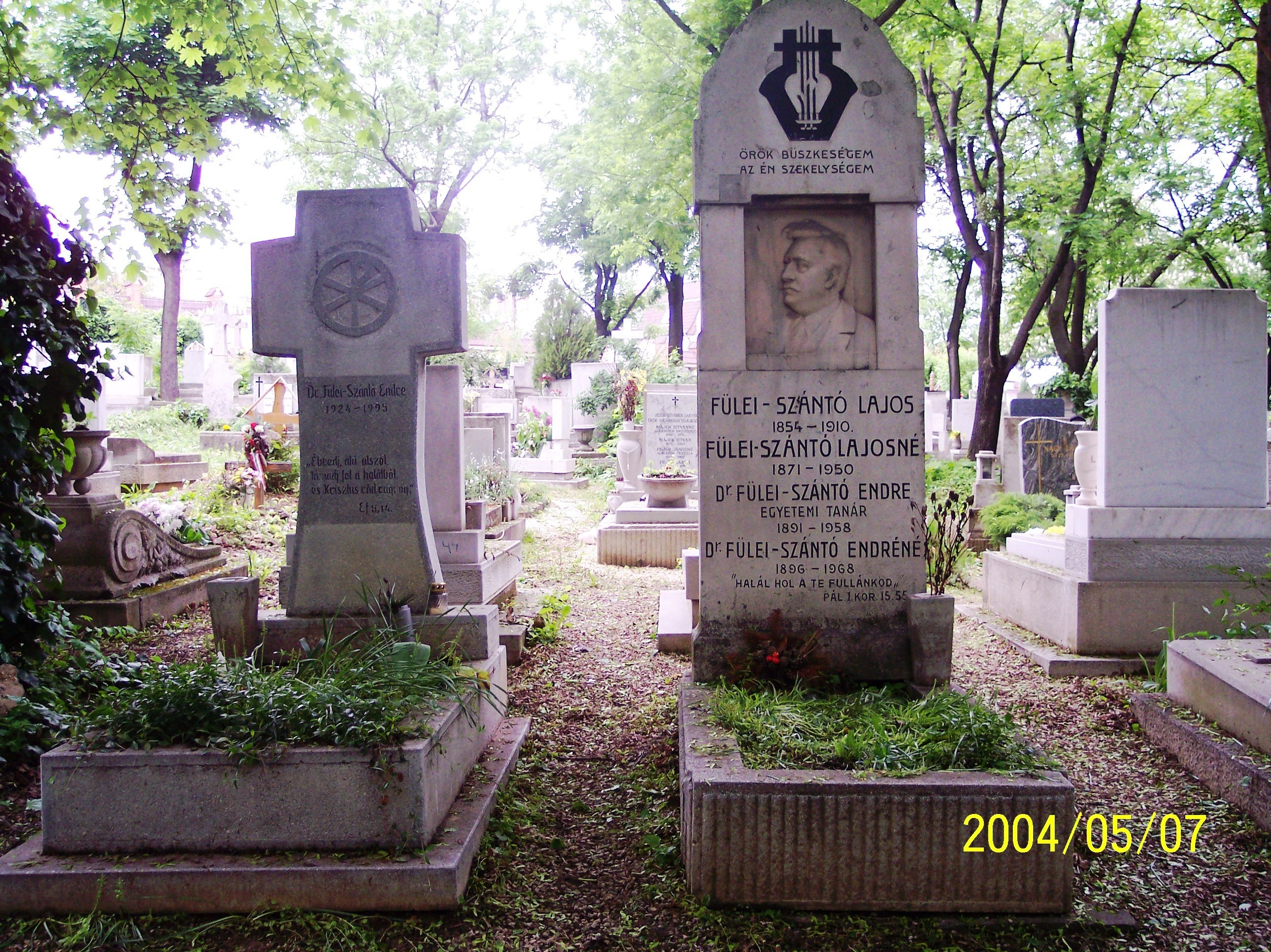
Szüleivel közös sírja a Farkasréti temetőben

Fülei Fülei-Szántó Endre (Budapest, 1890. január 12. – Budapest, Józsefváros, 1958. február 21.) jogász, egyetemi tanár, író.

## Életútja
Fülei-Szántó Lajos (1851–1910) és Posevitz Aranka (1868–1896) fiaként született. Édesapja katolikus pap volt, 1885-ben Marosújváron szolgált, majd 1889-ben papságáról lemondott postatiszt, később székesfővárosi tanító és újságíró lett. 1897-ben nősült Alsókubinban. Fia Fülei-Szántó Endre (1924–1995) nyelvész, filológus.
Budapesten végezte el az egyetemet, jogi és államtudományi doktorátust, végül ügyvédi oklevelet szerzett. 1918-ban ügyvédjelölt. 1916 és 1918 között a Műegyetemen dolgozott, mint könyvtártiszt. 1919-től a Vallás- és Közoktatásügyi Minisztériumnál állt alkalmazásban vallás- és közoktatásügyi miniszteri titkár beosztásban. 1919-ben megnősült, felesége hahóti Rétay Margit (1896–1968) író, műfordító volt. 1925-ben a Magyar Közgazdasági Társaság tagjai közé választották. A kultuszminiszter 1930-ban a vidéki színházak felügyelőjévé, majd még ebben az évben a színészeti ügyek országos biztosául nevezte ki.
1935-ben szerezte meg magántanári képesítését a budapesti Pázmány Péter Tudományegyetemen a váltójog című tárgykörből. 1939-ben a József Nádor Műszaki és Gazdaságtudományi Egyetem Közgazdaság-tudományi Karán a kereskedelmi és váltójog nyilvános rendes tanára lett. 1948-tól gazdaságjogi tanszék vezetője volt az újonnan létrejött Marx Károly Közgazdaságtudományi Egyetemen. Innen 1950-ben, 60 éves korában kényszernyugdíjazták. 1951-ben feleségével kitelepítették, majd bebörtönözték, 1956-ban szabadult.
A Kereskedelmi és Szakoktatási Tanács tagja (1946-1950), továbbá a Turáni Társaság választmányi tagja volt 1948 előtt.

## Jelentések Fülei-Szántó Endréről az ÁBTL-ben
Fülei-Szántó Endrét figyelte az Állambiztonság. Az ÁBTL-ben 8 dosszié található, ahol Fülei-Szántó Endre neve szerepel. Pl.: Kényszernyugdíjazásával kapcsolatban, 1950. 3.1.9. Dosszié jelzete: V-127935 Dosszié tárgya: Keller József és társai. Téma évkör: 1949-1955. Kivonat: 1949-ben a Közgazdasági Egyetem volt évfolyamtársai Keller József vezetésével, az egyetemről kizárt ill. kitelepített volt tanáraik bevonásával "LUX" néven demokráciaellenes szervezkedést hoztak létre. A rendszerváltozás reményében politikai és gazdasági tanulmányokat készítettek, heti rendszerességgel összejöveteleket szerveztek a tagok lakásán. Bejártak az angol és az amerikai követségre, az USA külügyminisztériuma számára levelet fogalmaztak meg. 
1955. június 13-tól a BM Vizsgálati Főosztálya nyomozni kezdett ügyükben. Az 1955 szeptemberében tartott elsőfokú tárgyaláson Keller és 11 társa felett mondott ítéletet a Budapesti Fővárosi Bíróság. Az ítéletek a V-127935/a kötetben vannak. Dosszié típusa: 1.6. Dosszié jelzete: 1.6. – II/8. monográfiák 16. kötet. Dosszié tárgya: II/8. monográfiák 16. kötet. Irat évkör 1954-1956. Kivonat: 1954-1956. X.23. előtti szervezkedési ügyek. Kitelepítésével kapcsolatban. Dosszié típusa: 4.1. Dosszié jelzete: A-289 Dosszié tárgya: Budapestről Szolnok megyébe kitelepítettek listája. Évkör 1951. Letartoztatásával és kihallgatásával kapcsolatban. Dosszié típusa: 4.1. Dosszié jelzete: A-289 Dosszié tárgya: Budapestről Szolnok megyébe kitelepítettek listája. Évkör 1951. "Harmath András" fedőnevű ügynök jelentései. Dosszié jelzete: M-22880/1. Rehabilitációjával kapcsolatban, 1956. Dosszié jelzete: O-9697/1.

## Fontosabb művei
- Fülei-Szántó Endre (jogász) 28 publikációjának adatai. OSZK, katalógus[14]
- Az osztrák és német színházi viszonyokról, hazai színházi viszonyainkkal kapcsolatban. Budapesti Szemle. 1927. 207. kötet. 601. szám[15]
- A valorizáció törvényhozásunkban, különös tekintettel az 1928. évi XII. törvénycikkre. Közgazdasági Szemle. 1928. április-május[16]
- A forgalmi élet jogügyletei (Budapest, 1944)
- A közüzemi gazdálkodás szervezeti formái (Budapest, 1947)